# سفارة الصين في اليابان
سفارة الصين في اليابان هي أرفع تمثيل دبلوماسي لدولة الصين لدى اليابان. تقع السفارة في ميناتو وهي تهدف لتعزيز المصالح الصينية في اليابان.

## وصلات خارجية
- الموقع الرسمي
- قائمة سفارات الصين
- قائمة السفارات في اليابان